# Natação artística nos Jogos Olímpicos de Verão de 2020 - Qualificação
Este artigo detalha a fase de qualificação da natação artística nos Jogos Olímpicos de Verão de 2020. (As Olimpíadas foram adiadas para 2021 devido à pandemia de COVID-19). A competição nos Jogos terá um total de 104 atletas indicadas por seus respectivos CONs; cada nação tem a possibilidade de inscrever um máximo de oito atletas, se qualificada para a competição por equipes e duas, se qualificada para o dueto. Os CONs qualificados para a competição por equipes deve escolher dois membros para competir no dueto. O país-sede, Japão, é considerado o representante continental da Ásia, tendo recebido vaga em todas as provas. 
Para a competição por equipes, o CON melhor classificado em cada um dos cinco campeonatos continentais, à exceção do Japão, que irá representar o continente asiático, garante vaga para os Jogos, enquanto os CONs restantes irão batalhar por uma das duas vagas disponíveis no Campeonato Mundial de Esportes Aquáticos de 2019 e pelas três vagas do Torneio de Qualificação Olímpica. Para o dueto, o CON melhor ranqueado em cada um dos cinco campeonatos continentais que não tenha qualificado uma equipe recebe uma vaga, enquanto as outras sete vagas serão distribuídas para os CONs através do Torneio de Qualificação Olímpica. Todos os 10 CONs já qualificados para as equipes recebem vaga automática para o dueto (devem ser membros da equipe). 

## Linha do tempo
| Evento                                           | Data                     | Local           |
| ------------------------------------------------ | ------------------------ | --------------- |
| Copa dos Campeões Europeus                       | 10 a 12 de maio de 2019  | São Petersburgo |
| Campeonato Mundial de Esportes Aquáticos de 2019 | 12 a 28 de julho de 2019 | Gwangju         |
| Seleção Continental da África                    | 12 a 28 de julho de 2019 | Gwangju         |
| Seleção Continental da Ásia                      | 12 a 28 de julho de 2019 | Gwangju         |
| Seleção Continental da Oceania                   | 12 a 28 de julho de 2019 | Gwangju         |
| Jogos Pan-Americanos de 2019                     | 29 a 31 de julho de 2019 | Lima            |
| Torneio de Qualificação Olímpica da FINA de 2021 | 10 a 13 de junho de 2021 | Barcelona       |

## Sumário de Qualificação
| Nação              | Equipe | Dueto | Atletas |
| ------------------ | ------ | ----- | ------- |
| RSA África do Sul  |        | Yes   | 2       |
| AUS Austrália      | Yes    | Yes   | 8       |
| AUT Áustria        |        | Yes   | 2       |
| BLR Bielorrússia   |        | Yes   | 2       |
| CAN Canadá         | Yes    | Yes   | 8       |
| KAZ Cazaquistão    |        | Yes   | 2       |
| CHN China          | Yes    | Yes   | 8       |
| COL Colômbia       |        | Yes   | 2       |
| EGY Egito          | Yes    | Yes   | 8       |
| ESP Espanha        | Yes    | Yes   | 8       |
| USA Estados Unidos |        | Yes   | 2       |
| FRA França         |        | Yes   | 2       |
| GBR Grã-Bretanha   |        | Yes   | 2       |
| GRE Grécia         | Yes    | Yes   | 8       |
| ITA Itália         | Yes    | Yes   | 8       |
| ISR Israel         |        | Yes   | 2       |
| JPN Japão          | Yes    | Yes   | 8       |
| LIE Liechtenstein  |        | Yes   | 2       |
| MEX México         |        | Yes   | 2       |
| NED Países Baixos  |        | Yes   | 2       |
| RUS Rússia         | Yes    | Yes   | 8       |
| UKR Ucrânia        | Yes    | Yes   | 8       |
| Total: 22 CONs     | 80     | 24    | 104     |

## Equipes femininas
| Evento                                           | Local | CON qualificado                   |
| ------------------------------------------------ | ----- | --------------------------------- |
| País-sede                                        | 1     | JPN Japão                         |
| Seleção Continental da África (Mundial 2019)     | 1     | EGY Egito                         |
| Jogos Pan-Americanos de 2019                     | 1     | CAN Canadá                        |
| Copa dos Campeões Europeus de 2019               | 1     | RUS Rússia                        |
| Seleção Continental da Oceania (Mundial 2019)    | 1     | AUS Austrália                     |
| Campeonato Mundial de Esportes Aquáticos de 2019 | 2     | CHN China UKR Ucrânia             |
| Torneio de Qualificação Olímpica de 2021         | 3     | ITA Itália ESP Espanha GRE Grécia |
| Total                                            | 10    |                                   |

## Dueto feminino
| Evento                                        | Local | CON qualificado |
| --------------------------------------------- | ----- | --- |
| Qualificados para a prova por equipes         | 10    | AUS Austrália CAN Canadá CHN China EGY Egito JPN Japão RUS Rússia UKR Ucrânia                                          |
| Seleção Continental da África (Mundial 2019)  | 1     | RSA África do Sul |
| Jogos Pan-Americanos de 2019                  | 1     | MEX México |
| Seleção Continental da Ásia (Mundial 2019)    | 1     | KAZ Cazaquistão |
| Copa dos Campeões Europeus de 2019            | 1     | ESP Espanha |
| Seleção Continental da Oceania (Mundial 2019) | 0     | NZL Nova Zelândia1 |
| Torneio de Qualificação Olímpica de 2021      | 8     | AUT Áustria FRA França BLR Bielorrússia NED Países Baixos USA Estados Unidos ISR Israel LIE Liechtenstein COL Colômbia |
| Total                                         | 22    | |

↑1  – A Nova Zelândia recusou a vaga no dueto.

## References
1. ↑  «Joint Statement from the International Olympic Committee and the Tokyo 2020 Organising Committee». International Olympic Committee. Consultado em 24 de março de 2020
2. ↑  «Tokyo 2020 – FINA Artistic Swimming Qualification System» (PDF). Tokyo 2020. FINA. 2 de abril de 2019. Consultado em 1 de maio de 2019
3. ↑  «PR 18 - Barcelona (ESP) will host the Artistic Swimming Olympic Qualification event». FINA (Nota de imprensa). Consultado em 23 de abril de 2021
4. ↑  «Tokyo 2020 - Qualifying Procedures». FINA (em inglês). Consultado em 11 de maio de 2021